# Сиротін Володимир Павлович
Володимир Павлович Сиротин (нар. 3 серпня 1977, село Дубка, Городенківського району Івано-Франківської області) — український борець вільного стилю, бронзовий призер чемпіонату світу, бронзовий призер чемпіонату Європи. Майстер спорту України міжнародного класу з вільної боротьби.

## Біографія
Боротьбою почав займатися з 1987 року. Вихованець школи вищої спортивної майстерності (Львів) та Державної школи вищої спортивної майстерності (Київ). Виступав за ЦСКА, Київ. Тренери Ігор Дух, Георгій Бураков, Роман Мотрович. Бронзовий призер Чемпіонату Європи 1997 року серед юніорів. 2006-го, після здобуття бронзової нагороди європейської першості, Володимир Сиротін та його тренер Георгій Бураков були включені до списку видатних спортсменів, тренерів та діячів фізичної культури і спорту, яким призначена стипендія Кабінету Міністрів України.

## Спортивні результати на міжнародних змаганнях

### Виступи на Чемпіонатах світу
| Змагання                        | Збірна  | Вагова категорія          | Місце  |
| ------------------------------- | ------- | ------------------------- | ------ |
| Чемпіонат світу з боротьби 2001 | Україна | вільна боротьба, до 76 кг | 24     |
| Чемпіонат світу з боротьби 2002 | Україна | вільна боротьба, до 74 кг | Бронза |
| Чемпіонат світу з боротьби 2005 | Україна | вільна боротьба, до 74 кг | 15     |
| Чемпіонат світу з боротьби 2010 | Україна | вільна боротьба, до 74 кг | 8      |

### Виступи на Чемпіонатах Європи
| Змагання                         | Збірна  | Вагова категорія          | Місце  |
| -------------------------------- | ------- | ------------------------- | ------ |
| Чемпіонат Європи з боротьби 2002 | Україна | вільна боротьба, до 74 кг | 7      |
| Чемпіонат Європи з боротьби 2003 | Україна | вільна боротьба, до 74 кг | 11     |
| Чемпіонат Європи з боротьби 2005 | Україна | вільна боротьба, до 74 кг | Бронза |

### Виступи на Кубках світу
| Змагання                    | Збірна  | Вагова категорія          | Місце |
| --------------------------- | ------- | ------------------------- | ----- |
| Кубок світу з боротьби 2005 | Україна | вільна боротьба, до 74 кг | 6     |

### Виступи на інших змаганнях
| Змагання                                                         | Збірна  | Вагова категорія          | Місце |
| ---------------------------------------------------------------- | ------- | ------------------------- | ----- |
| Олімпійський кваліфікаційний турнір з боротьби 2004 (Братислава) | Україна | вільна боротьба, до 74 кг | 14    |
| Олімпійський кваліфікаційний турнір з боротьби 2004 (Софія)      | Україна | вільна боротьба, до 74 кг | 9     |

### Виступи на змаганнях молодших вікових груп
| Змагання                                       | Збірна  | Вагова категорія          | Місце  |
| ---------------------------------------------- | ------- | ------------------------- | ------ |
| Чемпіонат Європи з боротьби серед юніорів 1997 | Україна | вільна боротьба, до 70 кг | Бронза |
| Чемпіонат світу з боротьби серед юніорів 1997  | Україна | вільна боротьба, до 70 кг | 7      |